# ソーンダース・マックレーン
ソーンダース・マックレーン（Saunders Mac Lane, 1909年8月4日 - 2005年4月14日）は、アメリカの数学者。サミュエル・アイレンバーグとともに圏論（category theory）を創設したことで知られる。

## 略歴
コネチカット州ノーウィッチ生まれ。ゲッティンゲン大学にてパウル・ベルナイスに師事し、1934年に博士号を取得。1947年シカゴ大学教授に就任し、1982年同大学名誉教授。また、アメリカ数学協会会長（1951年-1952年）、アメリカ数学会会長（1973年-1974年）を歴任した。1986年スティール賞受賞。2005年、サンフランシスコにて没。
サミュエル・アイレンバーグと共に圏論を創設したことで知られる。自ら著した“Categories for the Working Mathematician”（日本語訳タイトル『圏論の基礎』）は圏論に関する基礎的なテキストとなっている。

## 生い立ちと教育
マックレーンは、彼の家族が住んでいたタフトヴィルの近く、コネチカット州ノーウィッチで生まれた。
彼は「レスリー・ソーンダース・マックレーン（Leslie Saunders MacLane）」と名付けられたが、両親のドナルド・マックレーン（Donald MacLane）とウィニフレッド・ソーンダース（Winifred Saunders）が「レスリー（Leslie）」という名前が途中で嫌いになったので、「レスリー」という名前は落とされて使われなくなった。また、彼の最初の妻が名字にスペースなしでタイプするのが難しいと感じていたので、彼は自身の名字にスペースを挿入し始めた。
彼は3人兄弟の長男で、彼の兄弟の一人のジェラルド・マックレーン（Gerald MacLane）は、ライス大学とパデュー大学で数学教授となっている。もう一人妹がいたが、赤ん坊のころに亡くなった。彼の父と祖父はどちらも大臣で、彼の祖父は長老派教会だったが、進化論を信じたために教会から追い出され、彼の父は会衆派教会であった。彼の母親であるウィニフレッドはマウントホリオーク大学で学び、英語、ラテン語、数学を教えていた。
高校では、マックレーンの好きな科目は化学だった。高校生の時、父親が亡くなり、祖父の庇護の元で生活するようになった。弁護士である彼の半叔父は、彼の親戚の多くが教育を受けていたイェール大学に彼を入れることを決め、1926年から始まる彼の進路に資金を出した。新入生のころ、彼は好きだった化学に幻滅することとなる。彼の数学の指導者であるレスター・S・ヒル（Lester S. Hill）は、マックレーンが優勝することになった地元の数学のコンテストのために彼を指導し、マックレーンの将来の仕事の方向性を決めることとなった。彼は数学と物理学を二重専攻として学ぶことに邁進し、ジェシー・ビームス（Jesse Veams）、アーネスト・ウィリアム・ブラウン、アーネスト・ローレンス、F・S・C・ノースロップ（F. S. C. Northrop）、そしてオイステイン・オアなどのコースを受講した。彼は1930年に学士号を取得してイェール大学を卒業した。この期間中に、彼は最初の科学論文を出版した、それは物理学の分野のものであり、共著者はアーヴィング・ラングミュアであった。
1929年、ニュージャージー州モントクレアで開催されたイェール大学のサッカーサポーターのパーティーで、（イェール大学でこれまでに記録された最高の成績評定者として賞が授与されていた）マックレーンは、シカゴ大学の新学長であるロバート・メイナード・ハッチンス（Robert Maynard Hutchins）と会った。学長はマックレーンに大学院での研究のためにシカゴ行くことを勧め、その後すぐに彼に奨学金のプログラムを提示した。マックレーンは実際にそのプログラムに応募することをためらったが、応募するとすぐに認められた。シカゴで彼が研究したテーマには、 E・H・ムーアの集合論、レオナード・ユージーン・ディクソンの数論、ギルバート・エイムズ・ブリス（Gilbert Ames Bliss）の変分法、モーティマー・J・アドラーの論理学が含まれていた。
1931年、シカゴで修士号を取得し、じっとしていられなくなった彼は、国際教育研究所からフェローシップを取得し、ナチスの台頭により衰退する前のゲッチンゲン大学で勉強した最後のアメリカ人の1人となった。彼の最大の影響は、ポール・ベルナイスとヘルマン・ワイルから受けることとなった。1934年に彼が博士号を取得するまでの間に、ベルナイスはユダヤ人であったことから退去を余儀なくされており、ワイルが彼の主な審査官となっていた。ゲッチンゲンでは、マックレーンはグスタフ・ヘルグロッツとエミー・ネーターにも師事していた。学位を取得してすぐ、シカゴ時代以来のつきあいがあるドロシー・ジョーンズ（Dorothy Jones）と結婚し、すぐに米国に戻った。

## 経歴
1934年から1938年まで、マックレーンはイェール大学、ハーバード大学、コーネル大学、シカゴ大学で短期間の任用を受け働いた。その後、1938年から1947年までハーバードでテニュアトラックの任用を受けることとなった。 1941年には、ミシガン大学で連続訪問講演を行う一方、彼はサミュエル・アイレンバーグに出会い、代数とトポロジーの間の相互作用に関する実りある共同作業を始めた。 1944年と1945年に、彼はまたコロンビア大学の応用数学グループの指揮も行った。そのグループは応用数学小委員会（Applied Mathematics Panel）の受託業者として戦争遂行努力に関与したグループであり、彼がこのグループで取り組んだ数学は射撃統制システムの微分方程式に関するものであった。
1947年になって、マックレーンはシカゴに戻るという申し出を受け入れた。シカゴでは、（一つには大学のマンハッタン計画への関与、および一つはマーシャル・ストーンの行政手腕のため）他の多くの有名な数学者や物理学者も当時引っ越して来ていた。彼はグッゲンハイム・フェローとして1947年から1948年の期間でETHチューリッヒへ旅行し、ここでハインツ・ホップ（Heinz Hopf）と協力して仕事をした。マックレーンは、1952年にマーシャル・ストーンの後任としてシカゴ大学の部門長の職を引き継ぎ、それを6年間務めた。
マックレーンは全米科学アカデミーとアメリカ哲学協会の副会長、アメリカ数学会の会長を務めた。1950年代に会長としてアメリカ数学協会（American Mathematical Society）を主宰している間、彼は現代数学の教育を改善することを目的とした活動を開始した。彼は1974年から1980年にかけて国家科学委員会（National Science Board）のメンバーであり、アメリカ政府に助言を行っていた。1976年、彼は数学者の代表団を率いて中国に行き、数学がそこで影響を与えるための条件を調査した。マックレーンは1949年に全米科学アカデミーに選出され、1989年には全米科学賞を受賞した。

## 貢献

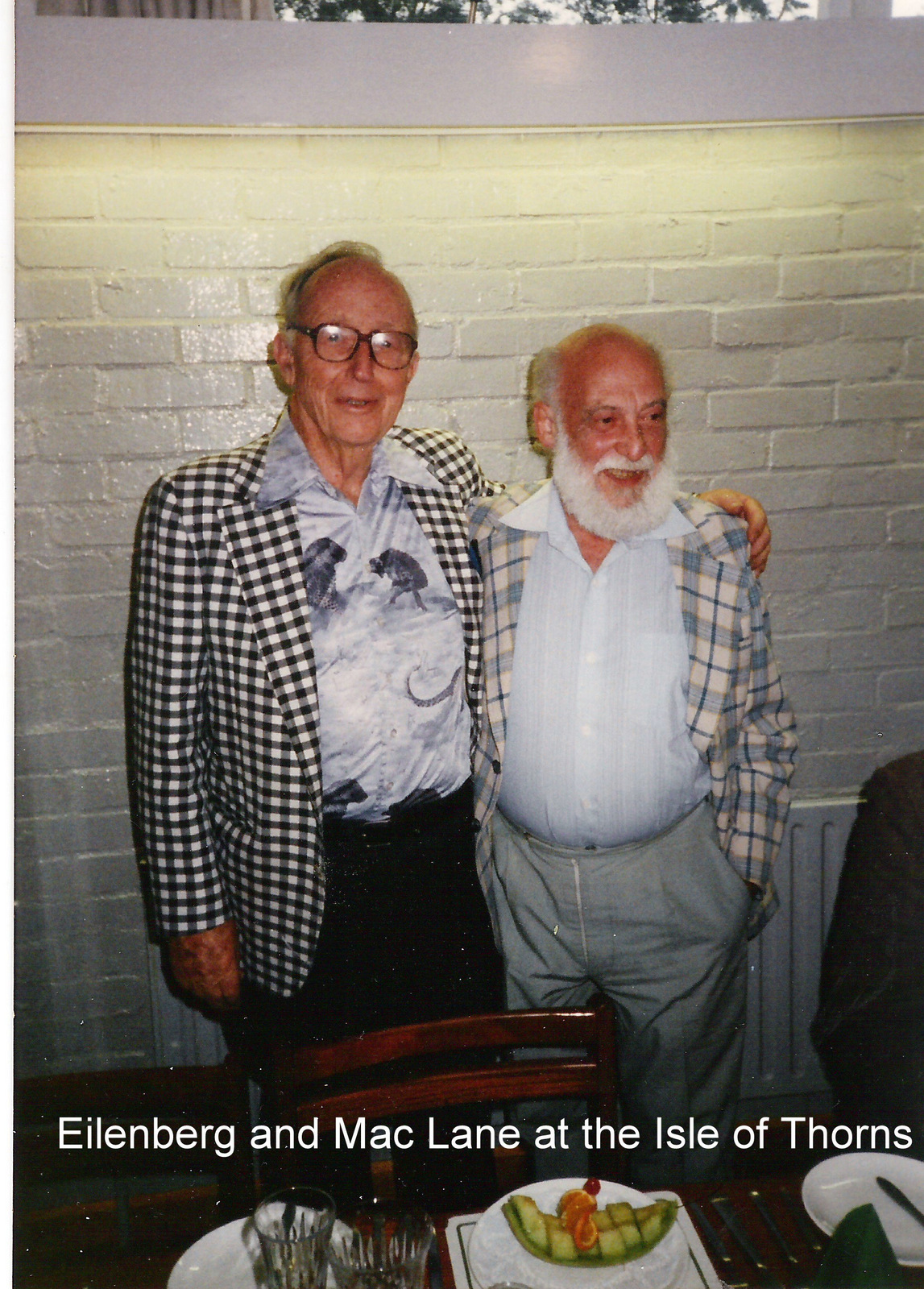
1992年7月の会議でのマックレーンとサミュエル・アイレンバーグ

数理論理学の学位論文の後、彼の初期の仕事は体論と付値理論（valuation theory）だった。彼は、付値環（valuation ring）とヴィットベクトル（Witt vector）、および体の無限次拡大における分離可能性について書いている。彼は1942年に群の拡大について書き始め、1943年には、次元 n の単一の非自明なホモトピー群 G とするとき、現在アイレンバーグ＝マックレーン空間 K(G,n) と呼ばれるものの研究を始めた。この仕事は一般的な群のコホモロジーへの道を開いた。
ホモロジー理論への抽象的なアプローチを、アイレンバーグ＝スティーンロッド公理系を介すことで、導入した後、彼とアイレンバーグは1945年に圏論を生み出した。彼は特にコヒーレンス定理（coherence theorem）に関する業績で知られている。圏論、抽象代数、およびその他の数学において繰り返し出てくる特徴は、積と余積のような、対象（object）を結ぶ射（arrow, morphism）からなる図式を使用することである。McLarty（2005）によると、現代数学へのこの図式的なアプローチは、Mac Lane（1948）から起因するところが大きい。マックレーンはまた、圏論の多くの多くの中心的概念への本質的な背景となるものでありかつ米田信夫によって見つけられたものである補題に対して「米田の補題」という用語を作り出した。
マックレーンは近づきやすい教科書を書くことに対して称賛すべき情熱を持っており、彼は非常に影響力のある著作『現代代数学概論』（A Survey of Modern Algebra）を書き始め、1941年にガーレット・バーコフとの共著本として出版した。それ以降、初等的な現代代数学は、英語の教科書を用いて大学の学部生に教えることができるようになった。彼の『圏論の基礎』（Categories for the Working Mathematician）は圏論への決定的な入門書のままである。
マックレーンは、David Eisenbud、ウィリアム・アルヴィン・ハワード、Irving Kaplansky、Michael Morley、Anil Nerode、Robert Solovay、そしてジョン・G・トンプソンを含むその他大勢の博士号の監督を行った。
彼のかなりの量の数学的な成果をレビューすることに加えて、McLartyによるマックレーンの死亡記事（MacLarty 2005, 2007）は、マックレーンの数学の哲学への貢献を明らかにしている。Mac Lane(1986) は、この主題に関する彼の見解への近づきやすい導入となっている。

### 数学の哲学
マックレーンは次の機能的形式主義（functional formalism）と呼ばれる数学の哲学の立場を提唱した。
 数学とは人間の諸活動や、科学の問題から抽出されたアイデアを体系化して得られた、形式の配列であるということである。すなわち、数学は形式的な規則、形式的な公理系、注意深く証明された定理、およびこれらの形式の入り組んだ関係からなるネットワークをなしているのである。
—マックレーン 1992 p.595

## 著作
- Garrett Birkhoff; Saunders MacLane (1997(1941) エラー: 日付が正しく記入されていません。（説明）). A Survey of Modern Algebra. A K Peters. ISBN 1-56881-068-7
  - ガーレット・バーコフ、ソンダース・マクレーン共著『現代代数学概論』奥川光太郎・辻吉雄共訳、白水社、1954年。NDLJP:2421667。
  - ガーレット・バーコフ、ソンダース・マクレーン共著『現代代数学概論』奥川光太郎・辻吉雄共訳（改訂新版）、白水社、1961年。NDLJP:1378905。
  - ガーレット・バーコフ、ソンダース・マクレーン共著『現代代数学概論』奥川光太郎・辻吉雄共訳（改訂3版）、白水社、1967年。NDLJP:2422244。
- Saunders MacLane (1995(1963) エラー: 日付が正しく記入されていません。（説明）). Homology. Classics in Mathematics. Springer. ISBN 978-0-387-58662-5 (Originally, Band 114 of Die Grundlehren Der Mathematischen Wissenschaften in Einzeldarstellungen.) AMS review by David Buchsbaum.
- Saunders Mac Lane, Garret Birkhoff (1999(1967) エラー: 日付が正しく記入されていません。（説明）). Algebra. Chelsea. ISBN 0-8218-1646-2ISBN 0-8218-1646-2
- Categories for the Working Mathematician. Graduate Texts in Mathematics. Springer. (1998(1972) エラー: 日付が正しく記入されていません。（説明）). ISBN 0-387-98403-8
  - 『圏論の基礎』三好博之・高木理訳、シュプリンガー・フェアラーク東京、2005年7月。ISBN 4-431-70872-3。
- Mathematics, Form and Function. Springer-Verlag. (1986). ISBN 0-387-96217-4ISBN 0-387-96217-4
  - 『数学 - その形式と機能』赤尾和男・岡本周一共訳、森北出版、1992年5月。ISBN 4-627-01830-4。
- Saunders Mac Lane, Ieke Moerdijk (1992). Sheaves in Geometry and Logic: A First Introduction to Topos Theory. ISBN 0-387-97710-4ISBN 0-387-97710-4
- 2005. Saunders Mac Lane: A Mathematical Autobiography. A K Peters. ISBN 1-56881-150-0ISBN 1-56881-150-0
- ソーンダース・マックレーンほか著『数学の基礎をめぐる論争　21世紀の数学と数学基礎論のあるべき姿を考える』田中一之編・監訳、シュプリンガー・フェアラーク東京、1999年2月。ISBN 4-431-70797-2。

### 論文
圏論
- S. Eilenberg, S. MacLane (1942), “Group extensions and homology”, Annals of Math. 43:  757-831
- S. Eilenberg, S. MacLane (1945), “General Theory of Natural Equivalences”, Trans. of AMS 58:  231-294
- S. MacLane (1965), “Categorical Algebra”, Bull. Amer. Math. Soc. 71 (1)
- S. Mac Lane (1973), “Categorical algebra and set-theoretic foundations”, Journal of Symbolic Logic 38 (3)

その他
- 1995. “Mathematics at Gottingen under the Nazis”. Notices of the AMS 42 (10):  1134–38.